# Paul Lorenger
Paul Lorenger (* 18. Oktober 1958 in Detroit) ist ein US-amerikanischer Tänzer und Choreograf.

## Leben und Werk
Erste Erfahrungen sammelte Lorenger u. a. bei Rachel Lampert in New York, die postmodernen Tanz mit schauspielerischen Elementen kombinierte. Vom Scapino Ballet in Amsterdam engagiert übersiedelte er nach Europa. Weitere Stationen waren Mark Morris’ Tanztheater in Brüssel und ab 1994 bei Vivienne Newport in Deutschland. 1996 kam es – im Rahmen der Pierre-Audi-Inszenierung von Henzes Venus and Adonis an der Bayerischen Staatsoper in München  – zu einer Begegnung mit Min Tanaka und dem japanischen Butoh, welches er daraufhin bei Ko Murobushi studierte.
Eine langjährige Zusammenarbeit verbindet Lorenger mit dem deutschen Opernregisseur Claus Guth, der ihn seit 1999 als Alter Ego seiner Titelhelden oder als mysteriöse Figur in szenischen Darstellungen von Oratorien einsetzt. Lorenger ist in Guth-Inszenierungen bei den Salzburger Festspielen, In Basel und München, an der Mailänder Scala und im Theater an der Wien, in Barcelona und Zürich, aufgetreten. Iphigénie en Tauride, Zaide und Messiah wurden auch fürs Fernsehen aufgezeichnet.

## In Inszenierungen von Claus Guth
- 1999 Berio: Cronaca del luogo – Salzburger Festspiele
- 2000 Gluck: Iphigénie en Tauride (als Double von Oreste) – Salzburger Festspiele
- 2001 Klaus Huber: Schwarzerde UA – Theater Basel
- 2003 Awet Terterjan: Das Beben – Staatstheater am Gärtnerplatz, München
- 2006 Mozart: Zaide/Chaya Czernowin: Adama  – Salzburger Festspiele
- 2009 Händel: Messiah  – Theater an der Wien (Wiederaufnahme 2014)
- 2011 Wagner: Parsifal  – Gran Teatre del Liceu, Barcelona und Opernhaus Zürich
- 2012 Strauss: Die Frau ohne Schatten  – Teatro alla Scala, Milano
- 2012 Monteverdi: Il ritorno d’Ulisse in patria  – Theater an der Wien
- 2013 Schubert: Lazarus  – Theater an der Wien

## Nachweise
1. ↑  Peter Hagana: Sängerfest in der Denkstube, Neue Zürcher Zeitung, 28. Juni 2011